# Лукаш Каджевич
Лу̀каш Каджѐвич (на полски: Łukasz Kadziewicz) е волейболист от Полша.
Роден е на 20 септември 1980 г. в град Добре Място, Олщински окръг, Варминско-Мазурско войводство, Полша. Участва в 2 олимпиади, световен вицешампион с националния отбор на Полша (2006).
На 6 декември 2006 г. за изключителни постижения в спорта полският президент Лех Качински му присъжда Златния кръст за заслуги.

## Кариера

### В националния тим
Първите си стъпки във волейбола Лукаш Каджевич прави на 12-годишна възраст. Като член на мъжкия национален отбор по волейбол на Полша взема участие в Олимпийските игри в Атина (2004 г.) и Пекин (2008 г.), както и в изданията на Световната лига през 2001, 2003, 2004, 2005 и 2007 година.
В периода 25 април – 31 декември 2005 г., заедно с още 2 състезатели от националния отбор (либерото Кшищоф Игначак и Андрей Щеламхен) е отстранен от представителния тим поради „неспортсменски начин на живот“. През 2006 г. обаче отново е върнат в отбора и като ключов титулярен играч носи голям принос за спечелването на сребърния медал и второто място на Световното първенство в Япония, след загуба на големия финал от тима на Бразилия.
В индивидуалната класация за най-добрите блокировачи на първенството заема почетното 7-о място със средно 0,75 блокади на гейм. На Европейското първенство през 2007 г. в Русия соченият за фаворит полски отбор претърпява фиаско и заема едва 11-о място в общото класиране, а заради играта си Каджевич е сред малкото играчи, които са пощадени от критики след провала.
През 2008 г. пропуска квалификационния турнир за Олимпиадата в Пекин поради травма, но въпреки отсъствието му съотборниците му печелят квотата и след възстановяването си Каджевич се присъединява към тях и взема участие в Игрите.

### В спортни клубове
| Сезон       | Клуб                    |
| ----------- | ----------------------- |
| 1999 – 2000 | МКС Фелгекс Добро Място |
| 2000 – 2004 | АЗС Олщин               |
| 2004 – 2005 | Газпром Сургут          |
| 2005 – 2007 | Ястшембски Венгел       |
| 2007 – 2008 | Спарклинг Милано        |
| 2008 – 2009 | Трефъл Гданск           |
| 2009 – 2010 | Локомотив Белгород      |
| 2010 – 2011 | Газпром Сургут          |
| 2011        | Ал Араби                |
| 2011 –      | АЗС Олщин               |

### Спортни успехи
- Олимпиец – Атина 2004, Пекин 2008
- Вицешампион на Полша с АЗС Олщин (2004)
- Вицешампион на Полша с Ястшембски Венгел (2006)
- Световен вицешампион (2006)
- Вицешампион на Полша с Ястшембски Венгел (2007)
- Вицешампион на Русия с Локомотив Белгород (2010)

### Любопитно
Лукаш Каджевич е автор на магазинната рубрика за спорт „Kadziu Project“. Програмата е разработена в сътрудничество с полската телевизия Polsat Sport и предоставя на зрителите информация от „кухнята“ на отбора. Впоследствие тя е продължена от неговия съотборник в националния тим Кшищоф Игначак и носи името „Igłą szyte“.